# Portugals præsidentvalg i 1951
Portugals præsidentvalg i 1951 blev afholdt den 22. juli 1951. Francisco Craveiro Lopes vandt valget, og blev derved den 12. præsident i Portugal.

## Resultater
| Kandater                 | Stemmer | % |
| ------------------------ | ------- | - |
| Francisco Craveiro Lopes |         |   |
| Manuel Quintão Meireles  |         |   |
| Rui Luís Gomes           |         |   |
| Notater: Tabel ukomplet. |         |   |
| Kilde:                   |         |   |